# La Brée-les-Bains
La Brée-les-Bains ist eine westfranzösische Gemeinde mit 695 Einwohnern (Stand: 1. Januar 2022) im Département Charente-Maritime (Region Nouvelle-Aquitaine). Sie liegt im  Arrondissement Rochefort und im Kanton Île d’Oléron. Die Einwohner werden Brénais genannt.

## Geographie
La Brée-les-Bains liegt im Nordosten der Île d’Oléron, der zweitgrößten französischen Insel. Umgeben wird La Brée-les-Bains von den Nachbargemeinden Saint-Denis-d’Oléron im Nordwesten sowie Saint-Georges-d’Oléron im Süden. Im Osten befindet sich die Atlantikküste.

## Bevölkerungsentwicklung
| Jahr                       | 1962 | 1968 | 1975 | 1982 | 1990 | 1999 | 2006 | 2019 |
| Einwohner                  | 417  | 525  | 573  | 578  | 644  | 760  | 742  | 684  |
| Quellen: Cassini und INSEE |      |      |      |      |      |      |      |      |

## Sehenswürdigkeiten
- Kirche Notre-Dame de l’Assomption von 1958
- Mühle La Fontaine aus dem 15. Jahrhundert
- Salzwiesen

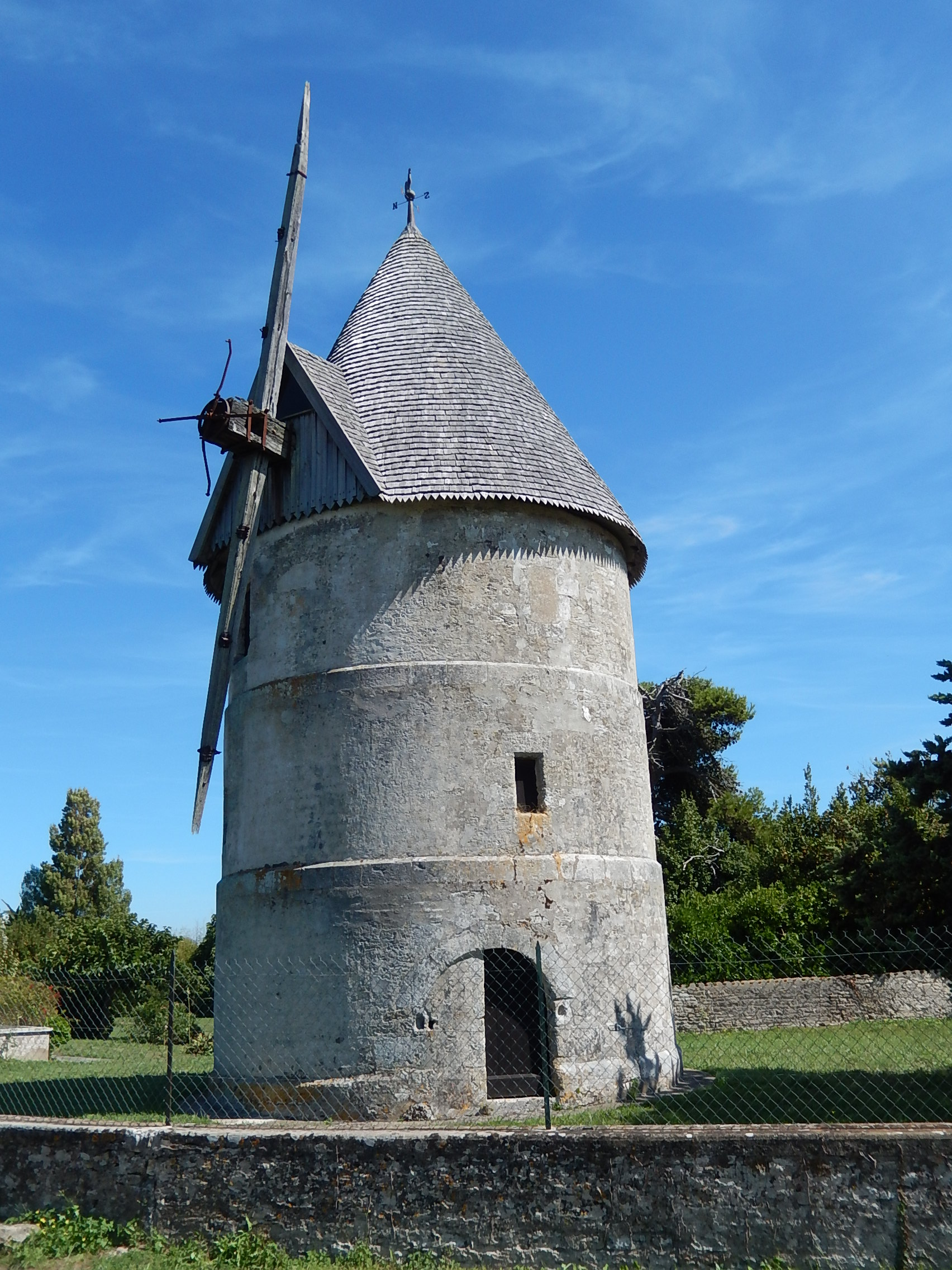
Mühle La Fontaine
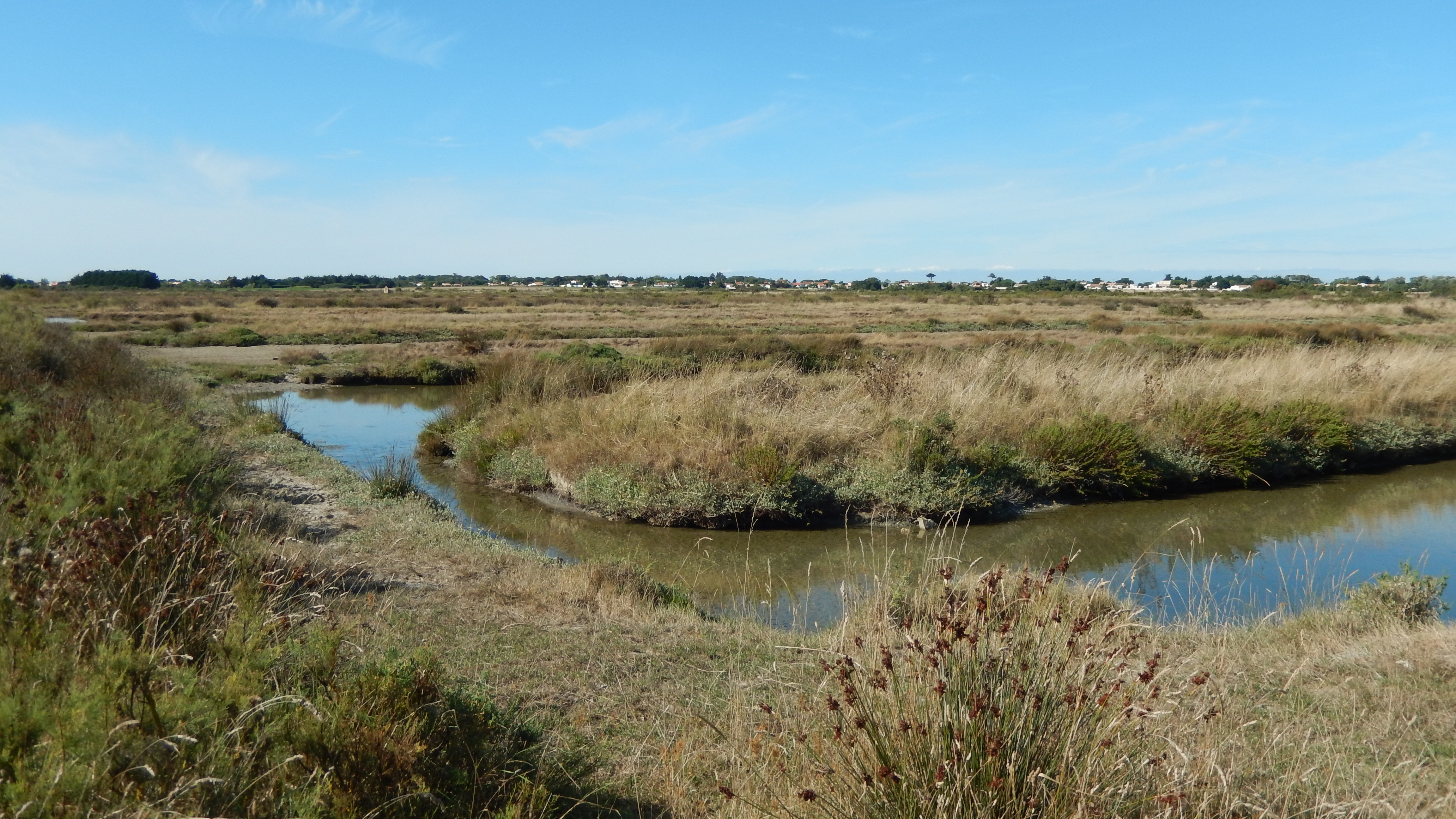
Salzwiesen